# تروله
ترئول (به هلندی: Teroele) یک منطقهٔ مسکونی در هلند است که در اسکارسترلان واقع شده‌است. ترئول ۳۰ نفر جمعیت دارد.